# Cassia spruceana
Cassia spruceana är en ärtväxtart som beskrevs av George Bentham. Cassia spruceana ingår i släktet Cassia och familjen ärtväxter. Inga underarter finns listade i Catalogue of Life.